# Échevannes (Doubs)
Échevannes é uma comuna francesa na região administrativa de Borgonha-Franco-Condado, no departamento de Doubs. Estende-se por uma área de 5,23 km². Em 2010 a comuna tinha 89 habitantes (densidade: 17 hab./km²).